# Vincenz Knauer
Vincenz Andreas Knauer OSB  (* 20. Juni 1828 in Wien; † 20. Juli 1894 ebenda) war ein österreichischer Theologe und Philosoph.
Knauer absolvierte nach dem Schottengymnasium in Wien ein Studium der Philosophie an der Wiener Universität und danach von 1848 bis 1850 ein Theologiestudium am Priesterseminar in St. Pölten. 1850 trat in das Schottenstift  (Benediktinerabtei unserer Lieben Frau zu den Schotten) ein und wurde 1853 zum Priester geweiht. Bis 1877 war er überwiegend in der pfarrlichen Seelsorge in Wien tätig, danach diente er zwischen 1877 und 1885 als Novizenmeister und Klerikerdirektor sowie von 1878 bis 1894 als Bibliothekar des Schottenstiftes. 
Seine universitäre Laufbahn begann Knauer 1867 mit der Promotion zum Doktor der Theologie in Tübingen, 1878 wurde er Privatdozent für Philosophie an der Universität Innsbruck. Ab 1889 war Knauer als Privatdozent an der Universität Wien tätig.

## Werke (Auswahl)
- Die Hauptprobleme der Philosophie in ihrer Entwicklung und Theilweisen Lösung von Thales bis Robert Hamerling, 1892
- Grundlinien zur aristotelisch-thomistischen Psychologie, 1885
- William Shakespeare: Der Philosoph der sittlichen Weltordnung, 1879
- Geschichte der Philosophie. Mit besonderer Berücksichtigung der Neuzeit, 1876